# Kopalnia Węgla Kamiennego Centrum
Kopalnia Węgla Kamiennego Centrum (do 1945 roku niem. Karsten-Zentrum , Dymitrow, Zakład Górniczy Bytom) – kopalnia węgla kamiennego, działająca od 1 grudnia 1881 roku do 9 maja 2015 roku, od 9 maja 2015 roku w likwidacji. Kopalnia znajduje się w Bytomiu.

## Warunki geologiczne oraz udostępnienie złoża
Warunki geologiczne w kopalni zawsze były bardzo trudne, występowały w niej m.in. zagrożenie metanowe, pożarowe i tąpania. Dlatego w 1935 roku z powodu nasilenia się tąpań i pożarów w kopalni dokonano zmian w eksploatacji pokładów węgla: nastąpiło przejście z systemu filarowego na system ścianowy z zawałem stropu, a do ścian zastosowano obudowę stalową. Złoża węgla kamiennego w kopalni udostępniono pięcioma szybami: Rejtan, Skarga, Staszic, Budryk i Witczak.

## Historia

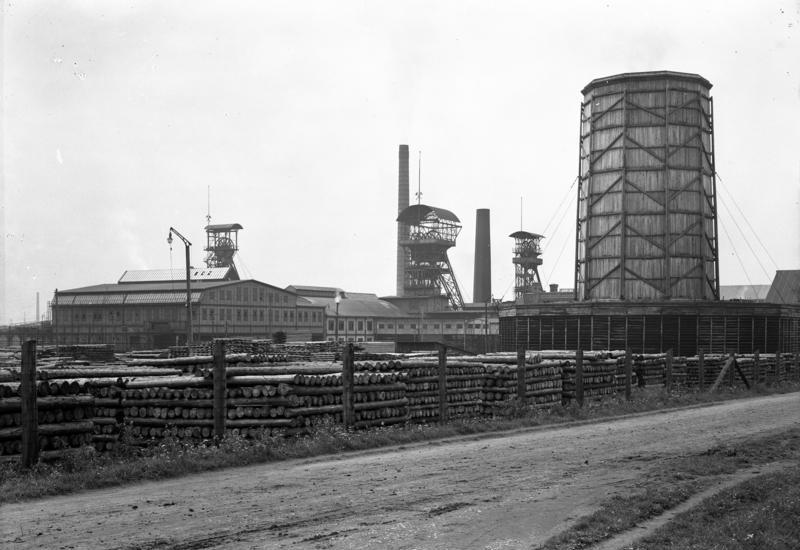
Kopalnia Karsten-Zentrum w 1930 roku

Kopalnia wywodziła się z wcześniejszej kopalni galmanu Teresa. Pod koniec lat. 50. XIX wieku, po zakończeniu wydobycia galmanu zaczęto wydobywać węgiel kamienny w kopalniach Karsten i Centrum.
Kopalnia była eksploatowana już od końca 1879 roku. Powstała 1 grudnia 1881 roku z połączenia kilku kopalń i pól górniczych pod nazwą Vereinigte Karsten-Centrum.
W latach 1909–1911 zbudowano instalację do poboru wody kopalnianej dołowej dla mieszkańców Bytomia. Wodę pobierano z rząpia szybu wentylacyjnego (dawniej niem. Bahnschacht), który znajdował się w pobliżu dworca kolejowego w Karbiu. Szyb należał wcześniej do kopalni galmanu Maria, miał wówczas głębokość 76,5 m. Kopalnia Karsten Centrum pogłębiła go i wykorzystywała jako szyb wentylacyjny .
Kopalnia dostarczała pompowaną z głębokości około 700 metrów wysoko zmineralizowaną solankę do pobliskiego zakładu kąpielowego od 1934 roku przypuszczalnie do lat 60. XX wieku .
Od 1945 roku zakład funkcjonował pod nazwą Karsten-Zentrum .
Przy kopalni od 1945 roku istniał obóz pracy przymusowej dla więźniów, internowanych i jeńców. Pod koniec listopada 1945 roku przebywało w nim przeszło 1400 osób. Obóz funkcjonował co najmniej do grudnia 1949 roku.
Od 2 lipca 1950 zmieniono nazwę na Dymitrow. Nazwę tę nadano na cześć bułgarskiego działacza komunistycznego Georgija Dymitrowa. W maju 1990 w wyniku referendum wśród załogi kopalni powrócono do nazwy „Centrum”. W 1993 roku kopalnia została zakładem Bytomskiej Spółki Węglowej S.A. i nazwano ją: Zakład Górniczy „Centrum” Sp. z o.o.
W 1993 roku kopalnia Centrum stała się częścią Bytomskiej Spółki Węglowej. 1 września 1993 roku nastąpiło połączenie kopalni Centrum z kopalnią Szombierki; utworzono tym samym Kopalnię Węgla Kamiennego Centrum-Szombierki.
1 stycznia 1996 roku rozpoczęto likwidację ruchu Szombierki; 1 marca tegoż roku zakończono wydobycie w tymże ruchu. Większość zabudowań ruchu Szombierki (poza Szybem Krystyna i Ewa) została rozebrana do 2001 roku.
Na skutek likwidacji ruchu Szombierki, w 1999 roku wydzielono część zasobów węglowych i utworzono złoże Centrum, które było eksploatowane od 7 lipca 1999 roku przez nową jednostkę – Zakład Górniczy Centrum, utworzoną 1 lipca tegoż roku.
1 lutego 2003 roku Zakład Górniczy Centrum stał się częścią Kompanii Węglowej.
1 stycznia 2005 roku poprzez połączenie Zakładu Górniczego Bytom III i Zakładu Górniczego Centrum utworzono dwuruchową Kopalnię Węgla Kamiennego Bobrek-Centrum  z siedzibą w Bytomiu, w której dawny Zakład Górniczy Centrum stanowił ruch Centrum.
24 marca 2015 roku zarząd Kompanii Węglowej podjął uchwałę, w której zdecydowano o rozdzieleniu KWK Bobrek-Centrum. Wyodrębniona KWK Centrum weszła w struktury Spółki Restrukturyzacji Kopalń i 9 maja 2015 roku została postawiona w stan likwidacji całkowitej, natomiast 15 grudnia 2015 roku KWK Bobrek-Centrum została połączona z Kopalnią Węgla Kamiennego Piekary; utworzono tym samym dwuruchową kopalnię Bobrek-Piekary .
W miejscu dawnej kopalni, z wykorzystaniem pozostałej infrastruktury dołowej, ma powstać duża przepompownia w celu odwadniania niecki bytomskiej. Aktualnie kopalnia posiada następujące  szyby: Budryk, Rejtan, Staszic i Witczak

## Katastrofy górnicze na terenie kopalni
- 1979 – 10 października o 18.55 w ówczesnej kopalni „Dymitrow” w Bytomiu na oddziale IV na poziomie 774 m nastąpił wybuch pyłu węglowego. Zginęło 33 górników którzy znaleźli się w bezpośredniej strefie wybuchu, w tym 17 osób dozoru i długoletnich pracowników. Udało się uratować dziesięciu górników, trzech z nich zostało hospitalizowanych[15].
- 1982 – wówczas KWK „Dymitrow” – doszło do bardzo silnego wybuchu gazów pożarowych obejmującego swym zasięgiem również bazę ratowniczą co spowodowało śmierć 18 osób[16].